# Valkenisse (Zuid-Beveland)
Valkenisse est un ancien village englouti des Pays-Bas, historiquement situé dans la province de Zélande, sur l'ancienne île de Zuid-Beveland.
Le village était situé au sud du village de Waarde, dans une partie de Zuid-Beveland qui a disparu dans les eaux de l'Escaut occidental. Il était fondé en 1233 par une famille noble flamande, qui y faisait élever un château fort. L'église de Valkenisse a été consacrée non longtemps après ; la paroisse appartenait au chapitre d'Oudmunster à Utrecht.
Dès sa fondation, le village était particulièrement exposé aux inondations. La première grande inondation du village remonte à 1431. Ensuite, lors de l'inondation de la Saint-Félix en 1530, de grandes parties des terres entourant le village furent englouties par l'Escaut. Après l'inondation de la Toussaint en 1570, Valkenisse était désormais situé à la extrême rive orientale de Zuid-Beveland. Une nouvelle digue fut construite, mais en vain : le raz-de-marée de 1682 emporta définitivement le village et le fort de Keizershoofd qui venait d'être construit.
Toutefois, la minuscule commune de Valkenisse a existé jusqu'en 1816, année de son rattachement à Waarde.
Seulement après la réalisation du plan Delta, lors du changement des courants et des influences de la marée, l'eau rendit une partie du village. Deux fois par jour, on peut apercevoir des restes du village : quelques maisons, un tertre, le château et les fondements de l'église avec quelques tombes. Depuis, le village a été protégé comme monument historique.

## Source
- (nl) Cet article est partiellement ou en totalité issu de l’article de Wikipédia en néerlandais intitulé « Valkenisse (historisch dorp) » (voir la liste des auteurs).